# Liste des telenovelas de Canal 13 (Chili)

Logo de Canal 13 depuis le 15 avril 2025.

Cet article présente la liste des telenovelas de Canal 13 par année de 1981 à aujourd'hui.

## Années 1980

### 1981
- La Madrastra
- Casagrande

### 1982
- Alguien por quien vivir
- Bienvenido Hermano Andes
- Celos
- Anakena

### 1983
- La noche del cobarde
- Las herederas

### 1984
- Andrea, justicia de mujer

### 1985
- Matrimonio de papel
- La trampa
- El prisionero de la medianoche

### 1986
- Ángel malo
- Secreto de familia

### 1987
- La invitación
- La última cruz

### 1988
- Semidios
- Vivir así
- Matilde dedos verdes

### 1989
- La intrusa
- Bravo

## Années 1990

### 1990
- ¿Te conté?
- Acércate más

### 1991
- Villa Nápoli
- Ellas por ellas

### 1992
- El palo al gato
- Fácil de amar

### 1993
- Marrón Glacé
- Doble juego

### 1994
- Champaña
- Top Secret

### 1995
- El amor está de moda
- Amor a domicillo

### 1996
- Marrón Glacé, el regreso
- Adrenalina

### 1997
- Eclipse de luna
- Playa salvaje

### 1998
- Amándote
- Marparaíso

### 1999
- Fuera de Control
- Cerro Alegre

## Années 2000

### 2000
- Sabor a ti

### 2001
- Corazón pirata
- Piel canela

### 2002
- Buen partido

### 2003
- Machos

### 2004
- Hippie
- Tentación
- Quiero

### 2005
- Brujas
- Gatas y tuercas

### 2006
- Descarado
- Charly tango

### 2007
- Papi Ricky
- Lola

### 2008
- Don Amor

### 2009
- Cuenta conmigo
- Corazón rebelde

## Années 2010

### 2010
- Feroz
- Primera dama

### 2011
- Peleles

### 2012
- Soltera otra vez

### 2013
- Las Vega's
- Soltera otra vez 2
- Secretos en el jardín

### 2014
- Mamá mechona
- Chipe libre
- Valió la pena

### 2016
- Veinteañero a los 40
- Preciosas

### 2018
- Soltera otra vez 3
- Pacto de sangre
- La reina de Franklin

### 2019
- Río Oscuro
- Amor a la Catalán

## Années 2020

### 2021
| Production        | Série première | Série finale | Heure | Épisodes | Producteur(s)             | Réalisateur(s)                   |
| ----------------- | -------------- | ------------ | ----- | -------- | ------------------------- | -------------------------------- |
| La torre de Mabel | 14 juin 2021   |              | 24h00 | 120      | Pablo Ávila Matías Ovalle | Cristián Mason Roberto Rebolledo |

### Sources
- (es) Cet article est partiellement ou en totalité issu de l’article de Wikipédia en espagnol intitulé « Anexo:Telenovelas de Canal 13 (Chile) » (voir la liste des auteurs).